# 척추뼈패임
척추뼈패임(vertebral notch) 또는 추골절흔 또는 추절흔(椎切痕)은 척추뼈고리뿌리(pedicle) 위아래의 오목한 패임이다. 척추뼈끼리 서로 관절을 형성할 때, 위아래 척추뼈패임끼리 공간을 형성하여 척추사이구멍(intervertebral foramen)을 형성한다.

## 같이 보기
- 척추뼈
- 척추뼈몸통